# 코브라 작전
코브라 작전(영어: Operation Cobra)은 제2차 세계 대전 중 오버로드 작전에서 노르망디 상륙이 벌어진 지 7주 후, 오마 브래들리 중장의 지휘 하에 미국 제1군이 개시한 공세였다. 이 작전의 목적은 캉 주변에서 벌어진 영국군과 캐나다군의 굿우드 작전(Operation Goodwood)에 의해 독일군이 주의를 빼앗긴 틈을 타서, 독일군 방어선을 돌파하고 포위된 아군을 해방하는 것이었다. 일단 통로가 열리면, 제1군은 보카주 지역의 제약에서 벗어나 브르타뉴반도로 진격하여 독일군의 측면을 무너뜨릴 계획이었다. 초반에는 더디게 진행되었으나, 공세가 점점 탄력을 받아 독일군의 저항이 붕괴되면서 분열된 독일군 부대의 잔여 병력들이 센강으로 탈출을 시도하였다. 독일군은 이러한 상황에 대처할 자원이 부족하여 효과적인 대응을 하지 못했고, 블루코트 작전의 영향으로 인해 노르망디 전선 전체가 곧 붕괴되었다. 코브라 작전은 영국 제2군과 캐나다 제1군의 동시 공세와 더불어, 노르망디 전역에서 연합군의 승리를 결정짓는 중요한 작전이 되었다.
악천후로 여러 차례 지연된 코브라 작전은 1944년 7월 25일 수천 대의 연합군 항공기의 집중적인 공습과 함께 시작되었다. 이 폭격으로 인해 레슬리 J. 맥네어 중장을 포함한 아군 오폭 사상자가 발생했는데, 맥네어 중장은 관측자로서 최전선에 있었다. 지원 공세는 독일군의 기갑 예비 병력 대부분을 영국과 캐나다 전선으로 끌어들였고, 이는 독일군이 연속적인 방어선을 구축하는 것을 불가능하게 만들었다. 미국 제7군단 소속 부대가 처음으로 두 개 사단을 이끌고 공격을 개시하였고, 다른 미국 제1군 군단들은 독일군 부대를 고정시키기 위해 지원 공격을 벌였다. 첫날의 진격은 더뎠지만, 방어선이 무너지기 시작하면서 저항이 약화되기 시작했다. 7월 27일에 이르러 대부분의 조직적인 저항이 극복되었고, 제7군단과 제8군단은 신속하게 진격하여 코탕탱반도를 고립시켰다.
7월 31일까지 제19군단은 제1군을 저지하던 마지막 독일군을 격파하고 보카주를 벗어났다. 귄터 폰 클루게 원수는 병력을 서쪽으로 이동시켜 여러 반격을 감행했는데, 그 중 가장 큰 규모인 뤼티히 작전(Unternehmen Lüttich)은 8월 7일 모르탱과 아브랑슈 사이에서 시작되었다. 이는 전투에서 가장 치열한 단계로 이어졌지만, 이미 지치고 병력이 부족한 부대들이 참여하여 큰 희생을 치른 실패로 끝났다. 8월 8일, 새로 창설된 미국 제3군 병력이 독일 제7군 사령부가 있던 르망을 점령했다. 코브라 작전은 노르망디의 고강도 보병 전투를 빠른 기동전으로 전환시켰고, 이 전환은 팔레즈 포위망의 형성과 북서 프랑스에서 독일군의 전략적 위치 상실로 이어졌다.

## 배경
1944년 6월 6일 연합군의 노르망디 상륙 성공 이후, 내륙 진격은 더디게 진행되었다. 프랑스에서 연합군의 병력 증강과 추가적인 확장을 위한 공간 확보를 위해, 미국 구역 서쪽 측면의 셰르부르 심수항과 동쪽 영국 및 캐나다 구역의 역사적인 도시 캉이 초기 목표였다. 노르망디 전역의 초기 계획은 양쪽 구역에서 강력한 공세를 구상했는데, 제2군 (마일스 뎀프시 중장)은 캉과 그 남쪽 지역을 확보하고, 미국 제1군 (오마 브래들리 중장)은 루아르강 계곡으로 "회전하여" 진격하는 것이었다.
노르망디의 모든 연합 지상군을 지휘하던 버나드 몽고메리 원수는 캉이 D-Day에 함락되고 셰르부르는 15일 후에 함락될 것으로 예상했다. 제2군은 캉을 점령한 후 남동쪽으로 코몽까지 확장되는 전선을 형성하여 비행장을 확보하고, 셰르부르로 진격하는 미국 제1군의 좌측을 보호해야 했다. 기동전이 가능한 개활지라는 점에서 바람직한 캉과 그 주변 지역의 점령은 제2군에게 남쪽의 팔레즈를 점령하기 위한 적합한 집결지를 제공할 것이며, 이는 아르장탕과 투크강으로의 진격을 위한 축으로 사용될 수 있었다. 캉 점령은 영국 공식 역사학자 라이오넬 엘리스에 의해 D-Day에 영국 제1군단 (존 크로커 중장)에게 부여된 가장 중요한 목표로 묘사되었다. 엘리스와 체스터 윌모트는 캉 지역에 노르망디에서 가장 강력한 방어선이 있었기 때문에 연합군의 계획이 "야심적"이라고 평했다.

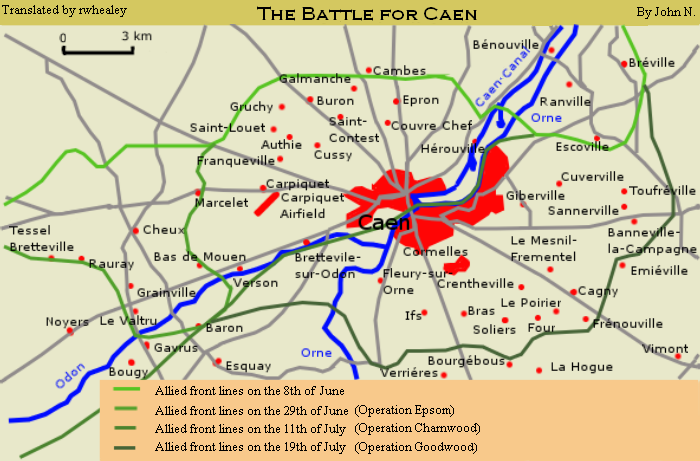
D-Day 이후 캉 지역의 영국-캐나다 공세

D-Day에 제1군단이 도시로 진입하려던 초기 시도는 제21기갑사단 병력에 의해 저지되었고, 독일군이 침공에 맞서 보낸 대부분의 증원 병력을 캉 방어에 투입하면서 영국-캐나다 전선은 제2군의 목표에 미치지 못하고 빠르게 굳어졌다. D-Day 이후 일주일 동안의 퍼치 작전과 엡섬 작전(6월 26일~30일)은 일부 영토를 확보하고 방어 병력을 소모시켰지만, 캉은 카른우드 작전(7월 7일~9일)까지 독일군 수중에 남아있었고, 이때 제2군은 정면 공격으로 오른강 남쪽의 도시 북부를 점령하는 데 성공했다.

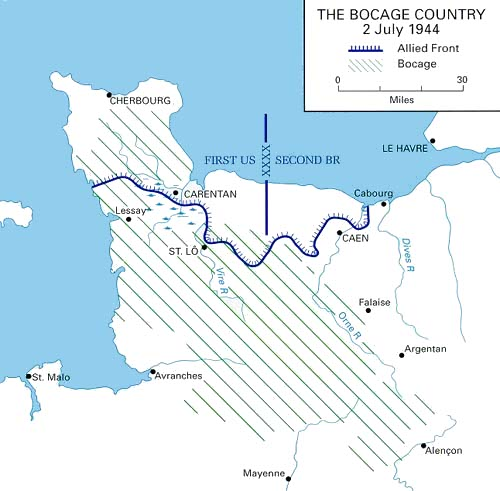
캉에서 진행될 영국-캐나다군 굿우드 작전 및 애틀랜틱 작전과 독일군 및 군수품을 유인하고, 생로에서 진행될 코브라 작전 지역의 상대적 위치 개요

캉 주변의 연속적인 영국-캐나다군 공세는 대부분의 기갑 부대를 포함한 노르망디의 독일군 최정예 병력을 연합군 상륙지점 동쪽 끝에 묶어두었지만, 그럼에도 불구하고 미국 제1군은 완강한 독일군의 저항에 맞서 진격이 더뎠다. 부분적으로는 미국 부대가 훈련하지 않았던 빽빽한 울타리, 움푹 들어간 길, 작은 숲으로 이루어진 보카주 지형의 제약으로 인해 작전이 지연되었다. 연합군 수중에 항구가 없었기 때문에 모든 증원 및 보급은 두 멀베리 항구를 통해 해변에서 이루어져야 했고, 날씨의 영향을 받았다.
6월 19일, 영국 해협에 심한 폭풍이 불어 사흘 동안 지속되었고, 연합군 병력 증강에 상당한 지연을 초래하고 일부 작전이 취소되었다. 서부 전선의 미국 제1군 진격은 결국 셰르부르 점령에 집중하기 위해 생로 마을 앞에서 브래들리에 의해 중단되었다. 셰르부르 방어는 주로 코탕탱반도로 후퇴한 부대 잔여 병력으로 구성된 네 개의 독일 전투단으로 이루어졌지만, 항구 방어선은 주로 해상 공격에 대비하여 설계되었다. 조직적인 독일군의 저항은 미국 제9보병사단이 항구 북서쪽 라아그 곶의 방어선을 줄이는 데 성공한 6월 27일에 마침내 끝났다. 4일 이내에 J. 로턴 콜린스 소장의 제7군단은 제19군단 및 제8군단과 함께 생로로의 공세를 재개하여 독일군이 더 많은 기갑 병력을 미국 전선으로 이동시키게 만들었다.

## 계획
코브라 작전 아이디어의 기원은 논쟁의 여지가 있다. 몽고메리의 공식 전기 작가에 따르면, 코브라 작전의 토대는 6월 13일에 놓였다. 계획은 울트라 정보의 상세한 지원을 받아 크게 도움을 받았는데, 이는 국방군 최고사령부 (OKW, 독일군 최고 사령부)와 히틀러 장군들 간의 통신에 대한 최신 암호 해독을 제공했다. 당시 몽고메리의 계획은 미국 제1군이 생로와 쿠탕스를 점령한 후 남쪽으로 두 갈래로 진격하는 것이었다. 하나는 코몽에서 비르와 모르탱으로, 다른 하나는 생로에서 빌디외레포엘과 아브랑슈로 향하는 것이었다. 라에뒤퓌와 발로뉴를 향한 코탕탱반도 전역에 압력을 계속 가해야 했지만, 셰르부르 점령은 우선순위가 아니었다. 6월 27일 제7군단에 의한 셰르부르 점령으로 몽고메리의 초기 일정은 사건에 의해 추월되었고, 코몽에서의 진격은 결코 채택되지 않았다.
카른우드 작전이 종료되고 생로를 향한 제1군 공세가 취소된 후, 몽고메리는 7월 10일 브래들리 및 뎀프시와 만나 제21집단군의 계획을 논의했다. 브래들리는 서부 측면의 진격이 매우 더디지만, 제1군이 7월 18일 개시할 코브라 작전이라는 또 다른 돌파 시도를 계획했다고 말했다.틀:Excessive citations inline 몽고메리는 이 계획을 승인했고, 전략은 독일군의 주의를 제1군에서 영국과 캐나다 전선으로 돌리는 것으로 유지될 것이었다. 뎀프시는 "브래드의 길을 터주기 위해 독일군 병력, 특히 기갑 부대를 자신에게 끌어들이면서 계속 공격하라"는 지시를 받았다. 이를 위해 굿우드 작전이 계획되었고, 아이젠하워는 두 작전 모두 연합군 전략 폭격기의 지원을 받을 수 있도록 했다.

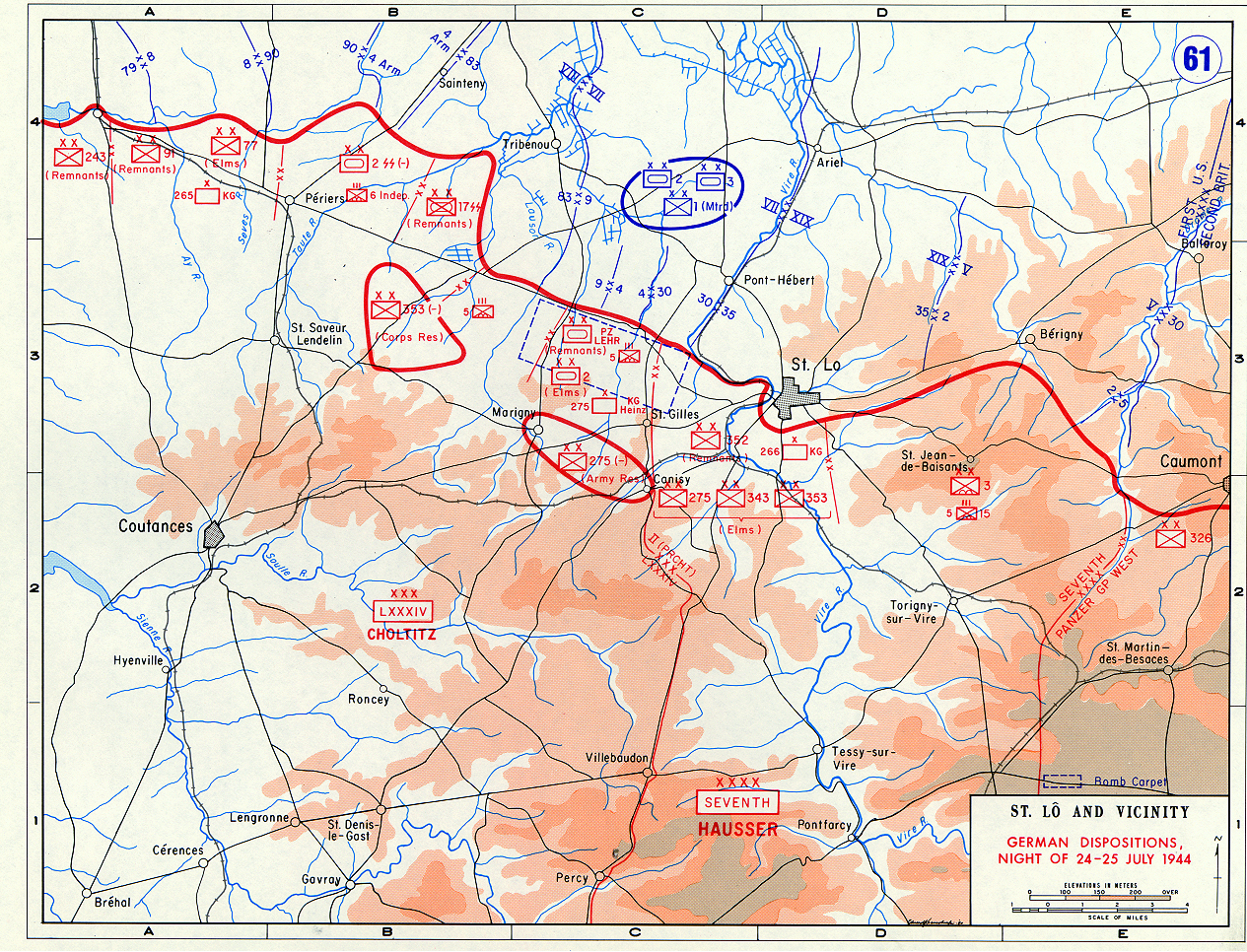
1944년 7월 24일-25일 밤의 독일군 배치

7월 12일, 브래들리는 지휘관들에게 세 단계로 구성된 코브라 계획을 설명했다. 주력은 제7군단의 통제 하에 있었다. 첫 단계에서는 맨턴 S. 에디 소장의 제9보병사단과 릴랜드 홉스 소장의 제30보병사단이 독일군 방어선을 돌파하고 돌파구의 측면을 유지하는 동안, 클레렌스 휴브너 소장의 제1보병사단과 에드워드 H. 브룩스 소장의 제2기갑사단이 저항이 붕괴될 때까지 진격하는 것이었다. 제1보병사단은 마리니를 점령하고, 이 목표를 제3기갑사단의 워트슨 장군 기갑 부대가 남쪽 쿠탕스로 이동하여 활용할 계획이었다. "콜린스의 공격 부대"의 일부인 제7군단 동부 전선의 제2기갑사단과 "제3기갑사단의 전투 사령부 B (CCB)로 증원된 제1보병사단 서부"는 "제30보병사단 지역을 통과하여 ...미국군 전체 좌측을 보호할 것"이었다. 제7군단이 성공하면 서부 독일군 진지는 유지 불가능해지며, 브르타뉴반도를 차단하고 점령하기 위해 보카주의 남서쪽 끝으로 비교적 쉽게 진격할 수 있게 된다. 제1군 정보부는 코브라 작전 개시 후 며칠 동안 독일군의 반격은 없을 것이며, 만약 반격이 있더라도 대대 규모를 넘지 않을 것이라고 예측했다.
코브라는 이전의 미국 광범위 공세와 달리 6,400 m (7,000 yd) 전선에 대한 집중 공격이며, 대규모 공중 지원을 받을 것이었다. 전투 폭격기는 생로-페리에르 도로 바로 남쪽의 230 m (250 yd) 폭 벨트 내의 독일군 전방 방어선 공격에 집중할 것이며, 스파츠 장군의 중폭격기는 독일군 주방어선 후방 2,300 m (2,500 yd) 깊이까지 폭격할 것이었다. 짧고 강렬한 예비 폭격의 물리적 파괴와 충격 효과가 독일군 방어를 크게 약화시킬 것으로 예상되었다. 따라서 사단 포병 외에 군 및 군단급 부대도 지원을 제공할 예정이었는데, 여기에는 중포병 9개 대대, 중포병 5개 대대, 경포병 7개 대대가 포함되었다. 천 개 이상의 사단 및 군단 포병이 공세에 투입되었고, 제7군단에는 약 140,000발의 포탄이, 제8군단에는 27,000발의 포탄이 할당되었다.
양측 모두에게 공격을 어렵고 비용이 많이 들게 만들었던 보카주의 제약을 극복하기 위해, 일부 M4 셔먼, M5A1 스튜어트 전차 및 M10 구축전차에 울타리를 뚫을 수 있는 '엄니'를 장착하여 라이노 개조가 이루어졌다. 독일 전차는 도로에 묶여 있었지만, 미국 기갑 차량은 더 자유롭게 기동할 수 있었다. 비록 이 장치의 효과는 과장되었지만. 코브라 작전 전야까지 제1군 전차의 60%가 라이노 개조를 마쳤다. 작전 보안 유지를 위해 브래들리는 코브라 작전이 개시될 때까지 이 장치 사용을 금지했다. 총 1,269대의 M4 중형 전차, 694대의 M5A1 경전차, 288대의 M10 구축전차가 사용 가능했다.

### 지원 작전

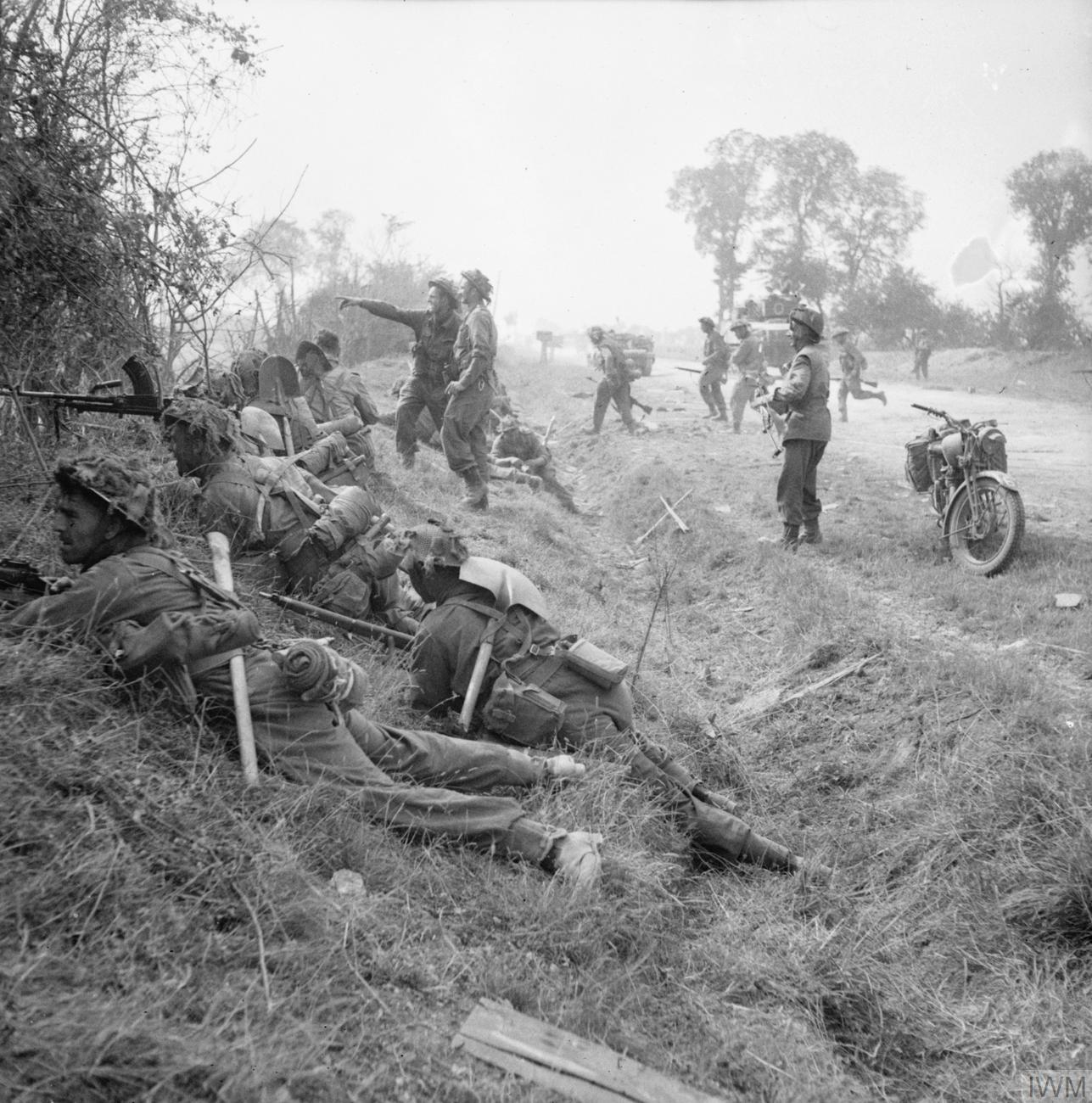
1944년 7월 19일 캉 근처에서 작전을 수행하는 근위기갑사단 제32근위여단 소속 웰시 가드 제1대대 병사들

7월 18일, 캉 동쪽에 있던 영국 제8군단과 제1군단은 굿우드 작전을 개시했다. 이 공세는 지상군 지원을 위한 역대 최대 규모의 공습으로 시작되었는데, 1,000대 이상의 항공기가 저고도에서 6,000 쇼트톤 (5,400 t)의 고폭탄과 파편 폭탄을 투하했다. 캉 동쪽의 독일군 진지는 400문의 포병에 의해 포격되었고 많은 마을이 폐허가 되었다. 하지만 남쪽에 있던 부르게뷔 능선의 독일군 포병은 영국군 포병의 사거리 밖에 있었다. 캉과 에미에빌 방어자들은 폭격으로 거의 피해를 입지 않았다. 이는 제2군이 4,800명 이상의 사상자를 겪는 데 일조했다. 주로 보병 병력을 아끼기 위한 기갑 공세였으며, 250대에서 400대의 영국 전차가 작전 불능이 되었다. 그러나 최근 조사에 따르면 완전히 파괴된 전차는 140대에 불과하고 추가로 174대가 손상된 것으로 나타났다. 이 작전은 영국 육군이 치른 역대 최대 규모의 전차전으로 남아있으며, 오른강 교두보를 확장하고 오른강 남쪽 강변의 캉을 점령하는 결과를 가져왔다.
동시에, 굿우드 작전의 서쪽 측면에 있던 캐나다 제2군단은 오른강둑을 따라 연합군 교두보를 강화하고 캉 남쪽의 베리에르 능선을 점령하기 위해 애틀랜틱 작전을 시작했다. 애틀랜틱 작전은 초기 성과를 거두었지만, 사상자가 늘어나면서 추진력을 잃었다. 캐나다군에게 1,349명의 희생자를 안겼고, 강력하게 방어되던 능선은 독일군 수중에 단단히 남아있었기 때문에 애틀랜틱 작전은 7월 20일에 중단되었다. 몽고메리의 강력한 요청에 따라("최고 사령관의 몽고메리에게 보내는 통신에서 강력히 강조되었다"), 캐나다 제2군단 사령관 가이 시먼즈 중장은 며칠 후 스프링 작전이라는 두 번째 공세를 시작했다. 이 작전은 독일군 부대가 미국 전선으로 전용되는 것을 막기 위한 제한적이지만 중요한 목표를 가지고 있었지만, 시먼즈는 베리에르 능선을 다시 한번 노리는 기회로 삼았다. 다시 한번 베리에르 능선 전투는 캐나다군에게 극히 피비린내 나는 싸움으로 판명되었고, 7월 25일은 블랙워치 캐나다 왕립 고지 연대에게 1942년 디에프 기습 이후 가장 많은 희생자가 발생한 날이 되었다. 두 독일군 사단의 반격으로 캐나다군은 출발선 뒤로 밀려났고, 시먼즈는 전선을 안정시키기 위해 증원군을 투입해야 했다. 굿우드 작전과 함께 캐나다군 작전은 독일군이 대부분의 기갑 부대와 증원군을 동부 전선에 투입하게 만들었다. 스프링 작전은 비싼 대가에도 불구하고 코브라 작전 전야에 제9SS기갑사단을 미국 전선에서 이탈시켰다. 이제 제1군을 상대하는 것은 190대의 전차를 가진 2개의 기갑 사단뿐이었다. 750대의 전차를 가진 7개의 기갑 사단은 캉 주변에 있었고, 코브라 작전 지역과는 멀리 떨어져 있었으며, 모든 중티거 전차 대대와 노르망디의 세 네벨베르퍼 여단도 마찬가지였다.

## 연합군 공세

### 예비 공격

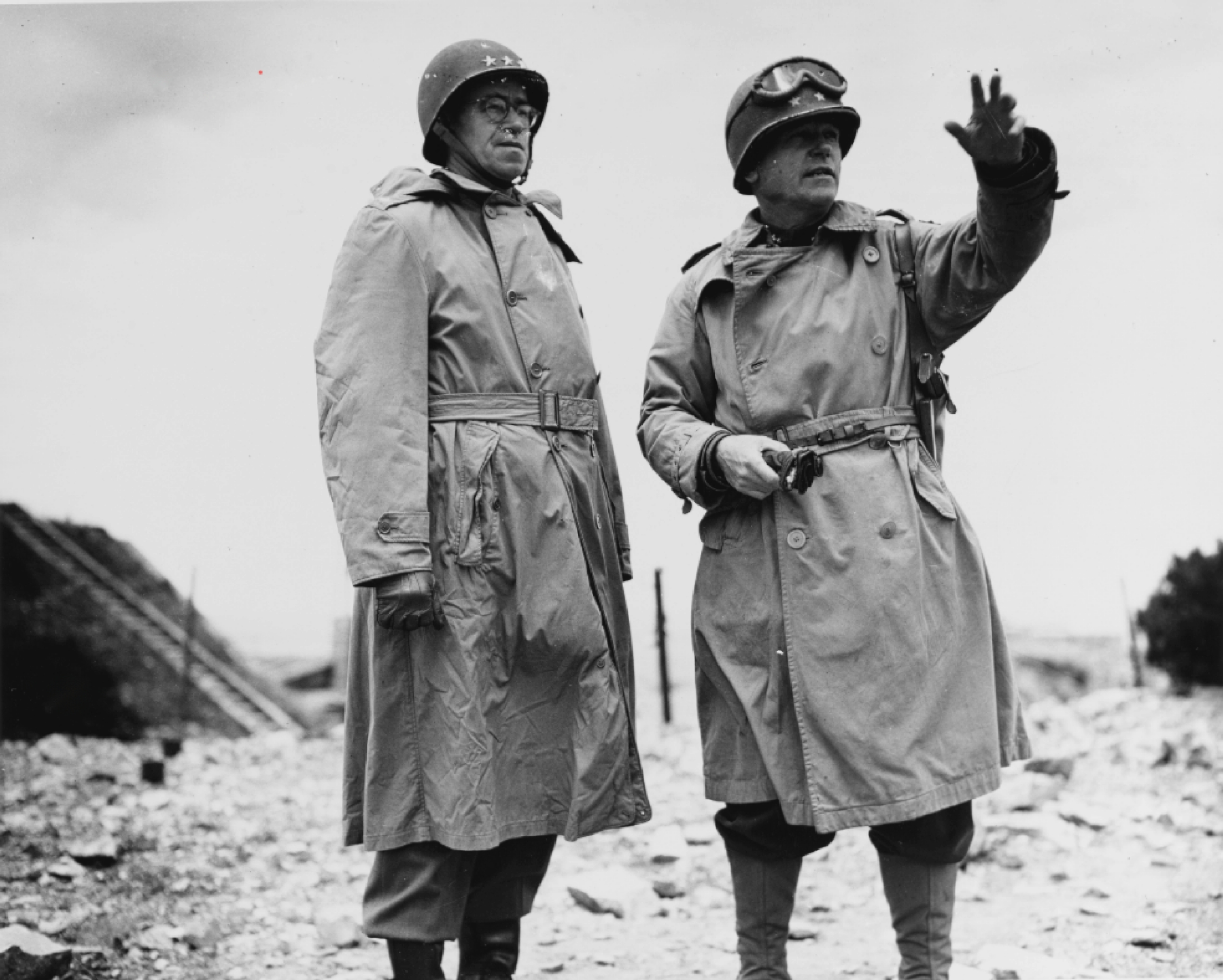
셰르부르 근처의 브래들리와 콜린스

코브라 작전을 위한 좋은 지형을 확보하기 위해 브래들리와 콜린스는 제7군단과 제8군단이 출발 지점을 확보하고 있던 생로-페리에르 도로까지 진격하는 계획을 구상했다. 7월 18일, 5,000명의 사상자를 내고 미국 제29보병사단과 제35보병사단은 오이겐 마인들 공수병과병대장의 II 공수군단을 격퇴하며 생로의 핵심 고지를 확보하는 데 성공했다. 마인들의 공수부대와 오마하 해변의 D-Day 방어 이후 계속 전투 중이던 제352보병사단은 이제 거의 와해되었고, 주 공세를 위한 무대가 마련되었다. 굿우드 작전과 애틀랜틱 작전에도 지장을 주었던 악천후로 인해 브래들리는 코브라 작전을 며칠 연기하기로 결정했다. 이는 영국과 캐나다 작전이 돌파 시도를 지원하기 위해 개시되었는데, 그 시도가 현실화되지 못하고 있었기 때문에 몽고메리를 걱정하게 만들었다. 7월 24일이 되자 하늘이 충분히 맑아져 공격 개시 명령이 내려졌고, 1,600대의 연합군 항공기가 노르망디로 출격했다. 그러나 전장 상공에 다시 날씨가 나빠졌다. 시야가 좋지 않은 상황에서 폭격으로 25명 이상의 미군 병사가 사망하고 130명이 부상을 입었으며, 공중 지원 작전은 다음 날로 연기되었다. 일부 격분한 병사들은 자신들의 항공기에 발포했는데, 이는 노르망디에서 아군 오폭을 당했을 때 드물지 않은 일이었다.

### 주 공격 및 돌파 7월 25일 – 27일

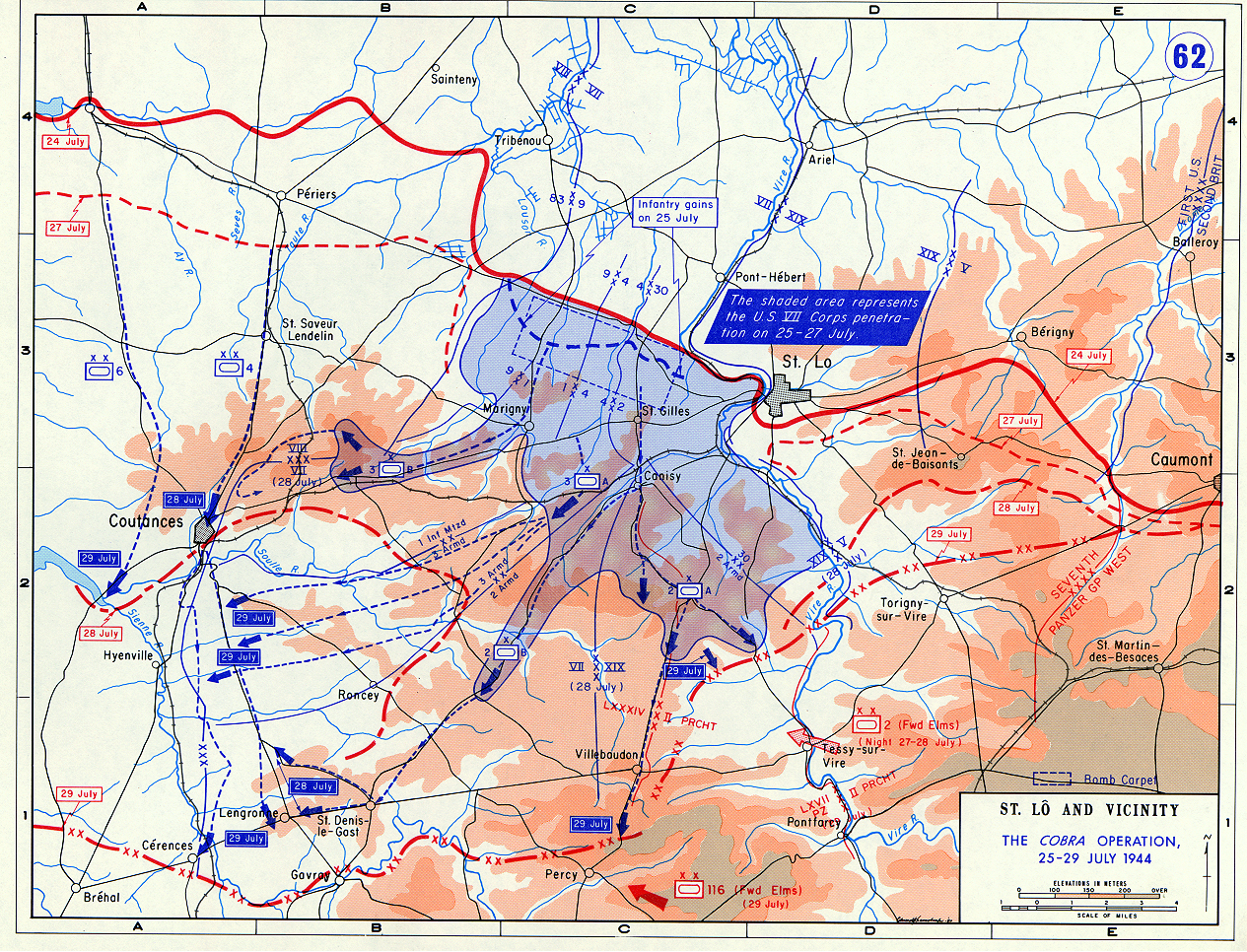
코브라 작전, 1944년 7월 25일~29일

하루 연기된 코브라 작전은 7월 25일 09시 38분에 시작되었는데, 약 600대의 연합군 전투 폭격기가 생로 지역의 너비 270 m (300 yd)의 지대에 위치한 요새와 적 포병을 공격했다. 다음 한 시간 동안 미국 제8공군의 중폭격기 1,800대가 생로-페리에르 도로의 6,000 yd × 2,200 yd (3.4 mi × 1.3 mi; 5.5 km × 2.0 km) 지역을 폭격했고, 이어 세 번째이자 마지막 중폭격기 편대가 뒤를 이었다. 약 3,000대의 미국 항공기가 전선의 좁은 부분을 융단폭격했으며, 기갑교도사단이 공격의 직격탄을 맞았다. 그러나 다시 한번 모든 사상자가 독일군은 아니었다. 브래들리는 폭격기들이 햇빛을 등지고 생로-페리에르 도로와 평행하게 동쪽에서 목표물에 접근하여 아군 손실 위험을 최소화하도록 특별히 요청했지만, 대부분의 공군 병사들은 대신 북쪽에서 전선과 수직으로 접근했다. 그러나 브래들리는 중폭격기 지휘관들로부터 브래들리가 설정한 시간 및 공간 제약 때문에 평행 접근이 불가능하다는 설명을 오해한 것으로 보였다. 또한, 평행 접근이라고 해서 편향 오류나 먼지와 연기로 인한 목표 지점 가림 때문에 모든 폭탄이 독일군 전선 뒤에 떨어지는 것을 보장하지도 않았다. 미군 부대의 위치 확인 노력에도 불구하고, 제8공군의 부정확한 폭격으로 111명이 사망하고 490명이 부상당했다. 사망자 중에는 레슬리 J. 맥네어 중장이 포함되었는데, 그는 퀵실버 작전의 기만 계획의 일환으로 제120보병 제2대대와 함께 관측자로 있었다. 맥네어는 유럽 전구에서 전사한 미군 병사 중 가장 높은 계급이었다.
11시까지 보병은 전진하기 시작했고, 이전 독일군 전초선 너머의 폭격으로 생긴 구덩이에서 구덩이로 이동했다. 심각한 저항은 예상되지 않았지만, 프리츠 바이에를라인의 기갑교도사단 잔존 병력—약 2,200명의 병력과 45대의 기갑 차량으로 구성—은 재편성되어 진격하는 미군을 맞을 준비가 되어 있었고, 기갑교도사단 서쪽에서는 독일 제5공수사단이 폭격을 거의 온전히 피했다. 콜린스의 제7군단은 폭격으로 진압되었을 것으로 예상했던 격렬한 적 포병 사격에 맞닥뜨려 매우 낙담했다. 여러 미군 부대는 소수의 독일 전차, 지원 보병 및 88mm 포가 방어하는 요새와의 전투에 휘말렸다. 제7군단은 그날 남은 시간 동안 2,000 m (2,200 yd)밖에 진격하지 못했다. 그러나 첫날의 결과가 실망스러웠음에도 불구하고 콜린스 장군은 격려할 만한 이유를 찾았다. 독일군이 진지를 격렬하게 고수하고 있었지만, 이들은 연속적인 전선을 형성하지 않았고 측면 공격이나 우회가 가능해 보였다. 미군 공세에 대한 사전 경고에도 불구하고, 캉 주변의 영국군과 캐나다군 작전은 독일군에게 진짜 위협이 그곳에 있다고 확신시켰고, 가용한 병력을 집중시켜 굿우드 작전과 애틀랜틱 작전에서 마주쳤던 것과 같은 심층 방어선이 코브라 작전에 대비하여 마련되지 못했다.

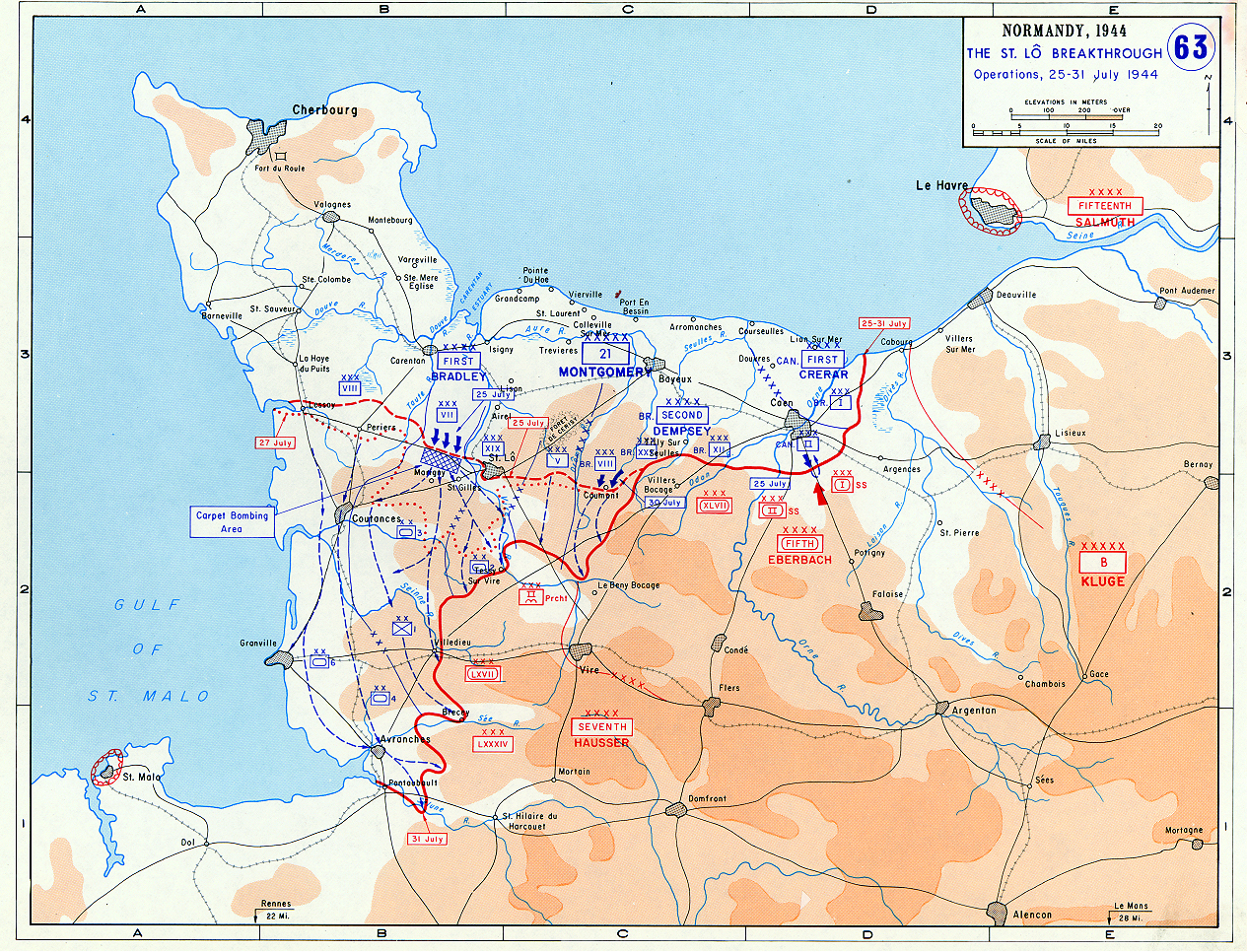
생로 돌파, 7월 25일 – 31일

7월 26일 아침, 미군 제2기갑사단과 제1보병사단은 계획대로 공격에 합류하여, 다음 날 코브라 작전의 첫 번째 목표 중 하나인 르 메닐에르망 북쪽의 도로 교차점에 도달했다. 7월 26일에도 트로이 H. 미들턴 소장의 제8군단이 미국 제8보병사단과 미국 제90보병사단을 선두로 전투에 진입했다. 전선의 홍수와 늪지대를 통한 명확한 진격 경로에도 불구하고, 두 사단은 초기에 상당한 진격을 달성하지 못해 제1군을 실망시켰지만, 다음 날 아침 첫 빛은 독일군이 붕괴하는 좌측 전선에 의해 후퇴할 수밖에 없었으며, 제8군단을 지연시킬 거대한 지뢰밭만 남겨두었음을 드러냈다. 7월 27일 정오까지 미국 제9보병사단도 모든 조직적인 독일군 저항을 벗어나 빠르게 진격하고 있었다.

### 돌파와 진격 7월 28일 – 30일
7월 28일까지 미국 전선의 독일군 방어선은 제7군단과 제8군단의 전면적인 진격에 대부분 붕괴되었고, 저항은 무질서하고 산발적이었다. 처음 전투에 참여한 제4기갑사단 (제8군단)은 쿠탕스를 점령했지만, 마을 동쪽에서 강력한 저항에 부딪혔고, 독일군 진지 깊숙이 침투한 미군 부대는 제2SS기갑사단, 제17SS기갑척탄병사단 및 제353보병사단의 잔여 병력으로부터 포위망 탈출을 시도하는 역습을 받았다. 롱세이 주변에서는 제405전투비행단의 P-47 선더볼트가 전차 122대, 기타 차량 259대, 포병 11문으로 구성된 독일군 종대를 파괴했다. 라 발린 근처에서는 영국 호커 타이푼 전투 폭격기가 전차 9대, 기타 장갑차 8대, 기타 차량 20대를 파괴했다. 독일군 잔존 병력은 미군 제2기갑사단에 반격을 가했지만, 이는 참패로 끝났고 독일군은 차량을 버리고 도보로 도주했다. 제2SS기갑사단의 두 종대는 미군 제2기갑사단에 의해 큰 피해를 입었다. 라 샤펠 주변의 종대는 제2기갑사단 포병의 근접 포격을 받았다. 두 시간 동안 미군 포병은 종대에 700발 이상의 포탄을 발사했다. 독일군은 전사 50명, 부상 60명, 포로 197명의 손실을 입었다. 물자 손실은 독일군 전투 차량 260대 이상 파괴였다. 마을 너머에서는 1,150명의 독일군 병사가 추가로 사망했으며, 독일군은 장갑 전투 차량 및 트럭 96대를 잃었다. 미군 제2기갑사단은 코브라 작전 중 독일 전차 64대와 기타 독일 전투 차량 538대를 파괴했다. 이 과정에서 제2기갑사단은 전차 49대를 잃었다. 제2기갑사단은 또한 독일군에게 7,370명 이상의 사상자를 입혔고, 자신들은 914명의 사상자를 냈다. 코브라 작전 시작 당시 독일 기갑교도사단은 전투 병력 2,200명, 4호 전차 12대, 판터 16대만 전투 가능한 상태였고, 후방에는 다양한 수리 상태의 전차 30대가 있었다. 기갑교도사단은 1,500대의 폭격기로 이루어진 연합군의 폭격 경로에 있었다. 이 폭격으로 사단은 약 1,000명의 사상자를 냈다. 지치고 사기가 저하된 바이에를라인은 6월에 영국군과의 전투와 7월 초 생로 주변에서 추가적인 손실을 입으며 소진된 그의 기갑교도사단이 "마침내 전멸"했으며, 기갑 부대가 전멸하고 병력은 사상자가 되거나 실종되었으며 모든 본부 기록이 손실되었다고 보고했다.

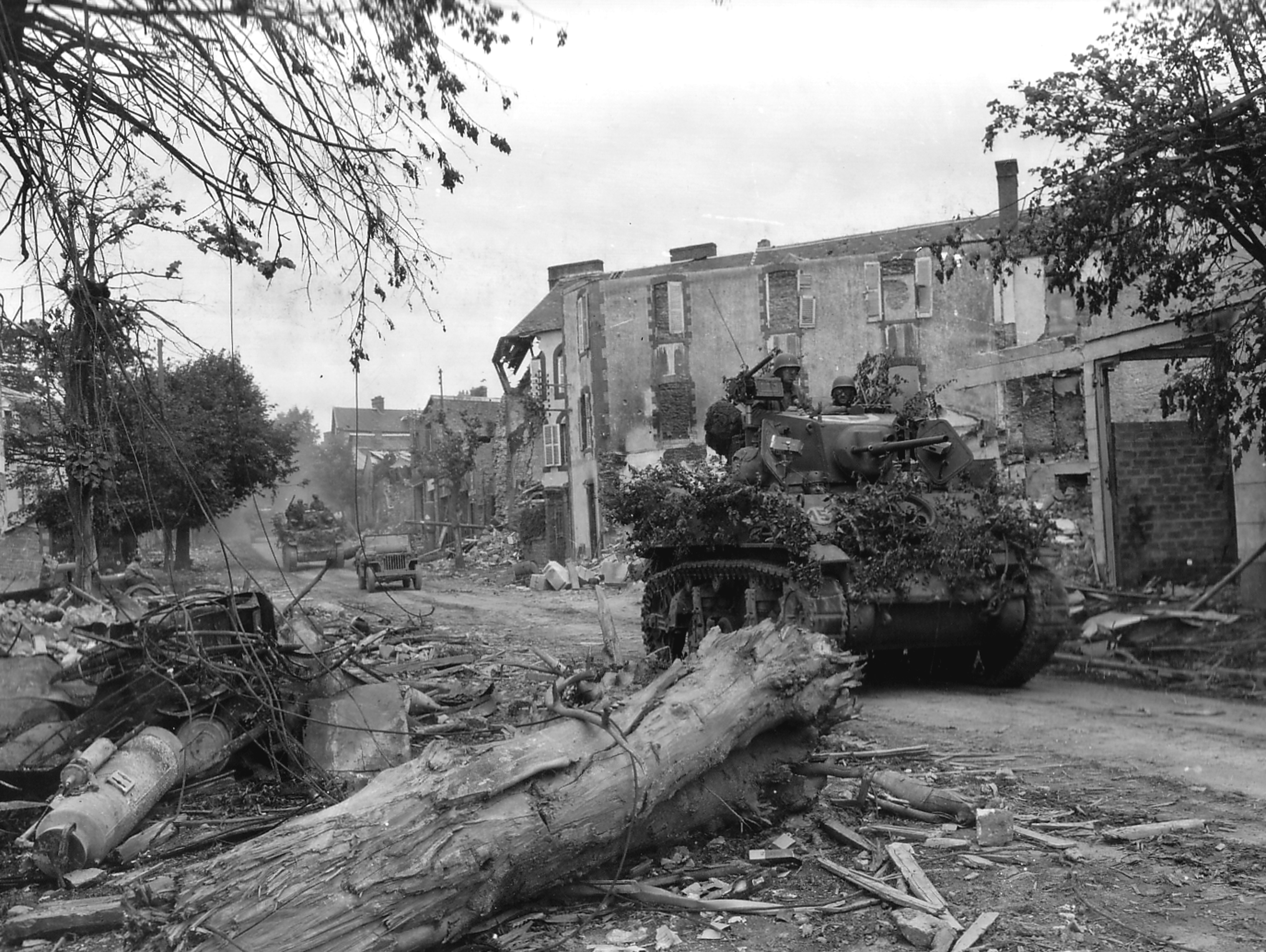
쿠탕스에 있는 M5A1 스튜어트 경전차, 제4기갑사단 (제8군단)

귄터 폰 클루게 서부최고지휘관 (서부 전선의 독일군 사령관)은 증원 병력을 모으고 있었으며, 제2기갑사단과 제116기갑사단의 병력들이 전장으로 접근하고 있었다. 찰스 H. 콜렛 소장의 미국 제19군단은 7월 28일 제7군단 좌측에 전투에 진입했으며, 7월 28일부터 31일까지 이 증원 병력들과 코브라 작전 개시 이래 가장 치열한 전투에 휘말렸다. 7월 29일/30일 밤 생드니르가 근처, 쿠탕스 동쪽에서 제2기갑사단의 일부 병력은 어둠 속에서 미군 전선을 통과한 제2SS기갑사단과 제17SS기갑척탄병사단의 독일군 종대와 사투를 벌였다. 제2기갑사단의 다른 병력은 캉브리 근처에서 공격을 받고 6시간 동안 싸웠다. 브래들리와 그의 지휘관들은 자신들이 전장을 장악하고 있으며, 그러한 필사적인 공격은 미군 진지에 위협이 되지 않는다는 것을 알았다. 사단을 집결시키라는 명령을 받았을 때, 하인츠 귄터 구데리안 대령 (제116기갑사단 선임 참모 장교)은 연합군 전투 폭격기의 높은 활동 수준에 좌절했다. 약속된 제2기갑사단의 직접적인 지원을 받지 못한 구데리안은 자신의 기갑척탄병들이 미군에 대한 반격에 성공할 수 없을 것이라고 말했다. 그날 늦게 해안을 따라 남쪽으로 진격하던 미국 제8군단은 역사학자 앤드루 윌리엄스가 "브르타뉴반도와 남부 노르망디의 관문"이라고 묘사한 아브랑슈 마을을 점령했으며, 7월 31일까지 제19군단은 치열한 전투 끝에 마지막 독일군 반격을 격퇴하여 독일군에게 병력과 전차에서 막대한 손실을 입혔다. 이제 미군의 진격은 멈출 수 없었으며, 제1군은 마침내 보카주에서 벗어났다.

### 블루코트 작전, 7월 30일 – 8월 7일
7월 30일, 코브라 작전의 측면을 보호하고 독일군의 추가 병력 이탈 및 재배치를 막기 위해 제2군의 제8군단과 제30군단은 코몽에서 비르와 몽팽송을 향해 남쪽으로 블루코트 작전을 시작했다. 블루코트 작전은 독일 기갑 부대를 영국 동부 전선에 묶어두었고, 이 지역 독일 기갑 편대의 전력을 계속 소모시켰다. 연합군 전선의 중앙 돌파는 노르망디 교두보 양쪽 끝에서 연합군 공격에 의해 주의가 분산되었던 독일군을 놀라게 했다. 아브랑슈에서 미군이 돌파할 때쯤, 뤼티히 작전에는 거의 예비 병력이 남아있지 않았으며, 8월 12일까지 패배하면서 제7군은 남은 보병들이 센강에 도달할 시간을 벌기 위해 잔여 기갑 및 기동 부대의 후방 엄호 하에 오른강 동쪽으로 신속히 후퇴할 수밖에 없었다. 오른강 너머로의 첫 단계 철수 이후, 연료 부족, 연합군 공습, 그리고 연합군 부대의 끊임없는 압력으로 인해 기동이 붕괴되었고, 결국 팔레즈 포위망에 독일군이 포위되는 결과로 이어졌다.

## 전후

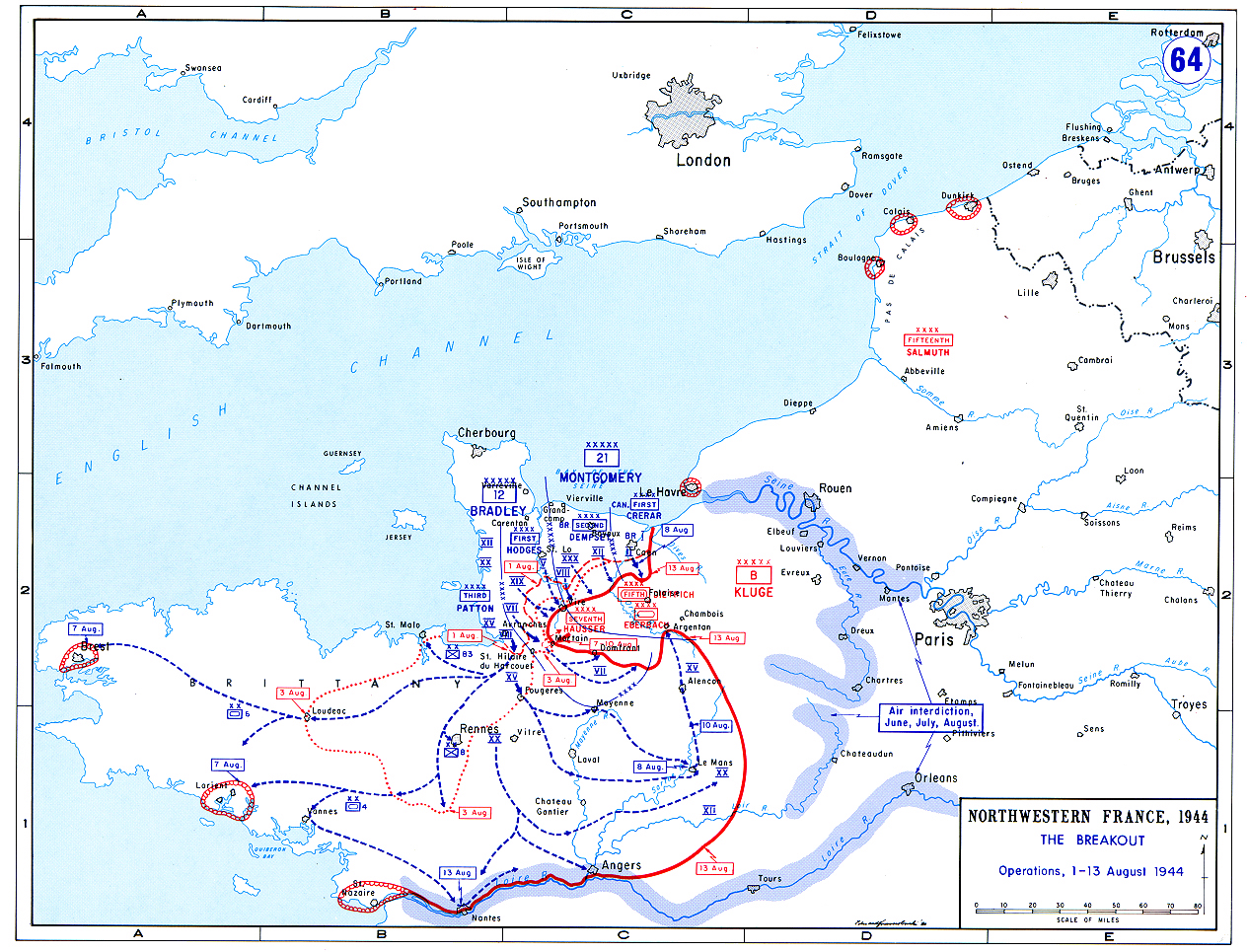
노르망디 교두보 돌파를 나타내는 지도

8월 1일 정오, 미국 제3군이 조지 S. 패튼 중장의 지휘 하에 창설되었다. 코트니 호지스 중장은 제1군 지휘를 맡았고, 브래들리는 두 군 전체의 총괄 지휘관으로 승격되어 미국 제12집단군 사령관이 되었다. 패튼은 다음과 같은 시를 썼다.
그러니 우리가 공을 가졌으니
 이제 정말 싸우고, 파고들고, 긁고, 물어뜯자.
 지루하고 포탄에 난무하는 견고한 기지들은 잊고,
 모든 것을 걸고 이기자! 그래, 다 이기자!

코브라 작전 이후 미군의 진격은 놀랍도록 빨랐다. 8월 1일부터 4일까지 패튼의 제3군 7개 사단은 아브랑슈를 휩쓸고 퐁토보의 다리를 넘어 브르타뉴반도로 진입했다. 서부 독일군 (서부의 독일군)은 연합군 공세로 인해 너무나도 심각한 상태로 약화되어, 바그라티온 작전(중부 집단군에 대한 소련의 여름 공세) 이후 증원군을 기대할 수 없게 되면서, 독일인 중 거의 아무도 이제 패배를 피할 수 있다고 믿지 않았다. 아돌프 히틀러는 남은 병력을 센강으로 철수시키라는 명령 대신, 폰 클루게에게 "모르탱과 아브랑슈 사이에서 즉각적인 반격"(뤼티히 작전)을 감행하여 적을 "전멸"시키고 코탕탱반도 서해안과 접촉하라는 지시를 보냈다. 노르망디에 있는 9개 기갑사단 중 8개가 공격에 사용될 예정이었지만, 4개(하나의 불완전한 사단 포함)만이 방어 임무에서 해방되어 제때 집결할 수 있었다. 독일 지휘관들은 즉시 남은 자원으로는 그러한 작전이 불가능하다고 항의했지만, 이러한 반대는 기각되었고, 8월 7일 모르탱 주변에서 반격이 시작되었다. 제2기갑사단, 제1SS기갑사단, 제2SS기갑사단이 공격을 이끌었지만, 보유한 병력은 4호 전차 75대, 판터 70대, 자주포 32대에 불과했다. 터무니없이 낙관적인 이 공세는 24시간 이내에 끝났지만, 전투는 8월 13일까지 계속되었다.
8월 8일까지 르망 시—독일 제7군의 옛 본부—는 미군에게 함락되었다. 폰 클루게의 얼마 남지 않은 전투 가능 부대가 제1군에 의해 파괴되면서, 연합군 지휘관들은 노르망디의 독일군 전선 전체가 붕괴되고 있음을 깨달았다. 브래들리는 다음과 같이 선언했다.
이것은 한 세기에 한 번 올까 말까 한 지휘관에게 찾아오는 기회입니다. 우리는 적군 전체를 파괴하고 여기에서 독일 국경까지 갈 것입니다.

8월 14일, 샹부아로 향하는 미군 북부 이동과 병행하여 캐나다군은 트랙터블 작전을 개시했다. 연합군의 의도는 팔레즈 마을 근처에서 독일 제7군과 제5기갑군을 포위하고 격멸하는 것이었다. 5일 후, 포위망의 양쪽 날개는 거의 완성되었다. 진격하는 미국 제90보병사단은 폴란드 제1기갑사단과 접촉했고, 첫 연합군 부대는 망트가시쿠르의 센강을 건너는 동안, 독일군 부대는 가능한 모든 수단을 동원해 동쪽으로 도주하고 있었다. 8월 22일까지 독일군이 갇힌 병력을 탈출시키기 위해 필사적으로 열어두려고 싸웠던 팔레즈 포위망은 마침내 봉쇄되었고, 이는 연합군의 대승으로 노르망디 전투를 끝냈다. 연합군 전선 서쪽에 있던 모든 독일군 병력은 사망하거나 포로가 되었다. 약 100,000명의 독일군 병력이 탈출했지만, 그들은 40,000~50,000명의 포로와 10,000명 이상의 사망자를 남겼다. 포위망 북부 지역에서는 총 344대의 전차 및 자주포, 2,447대의 비장갑차량, 252문의 포병이 유기되거나 파괴된 채 발견되었다. 연합군은 방어되지 않은 지역을 자유롭게 진격할 수 있었고, 8월 25일까지 노르망디 전역에 참여한 4개의 연합군(캐나다 제1군, 영국 제2군, 미국 제1군, 미국 제3군) 모두 센강에 도달했다.

## 내용주
1. ↑  이 중 제8군단에서 700명,[7] 제7군단에서 600명이 발생했으며, 나머지는 특정 부대에서 발생한 것으로 알려지지 않았다.[8]
2. ↑  "그 핵심 도시 [캉]와 카르피케 근교의 빠른 점령은 J. T. 크로커 중장의 제1군단에게 주어진 가장 야심적이고, 가장 어렵고, 가장 중요한 임무였다."[21] 윌모트는 "크로커의 해상 상륙 사단에 주어진 목표는 확실히 야심적이었다. 그의 병력은 가장 나중에, 가장 노출된 해변에 상륙하여, 가장 멀리 이동해야 했고, 잠재적으로 가장 큰 저항에 직면해야 했다."고 썼다.[22]
3. ↑  여기에는 제1SS기갑사단 라이프슈탄다르테 SS 아돌프 히틀러, 제12SS기갑사단 히틀러유겐트, 기갑교도사단 등 사용 가능한 대부분의 기갑 예비 병력이 포함되었다.[20]
4. ↑  7월 10일까지 브래들리는 연합군이 전역에서 제1차 세계 대전식 교착 상태에 직면할 가능성에 대해 충분히 우려하여 편지를 썼다.[46][47]
5. ↑  제1군단은 3,817명의 사상자를, 제8군단은 1,020명의 사상자를 냈다.[65]
6. ↑  레이놀즈는 관련 문서를 주의 깊게 연구한 결과 굿우드 작전 중 최대 전차 손실이 253대이며, 대부분 수리 가능했다고 주장한다[66]. 그러나 버클리는 제21집단군이 작전 중 약 400대의 전차를 잃었으며, 그 역시 대부분 회수되었다고 언급한다.[67]

## 참고 자료
- Bercuson, David (2004) [1996]. 《Maple Leaf Against the Axis》. Red Deer Press. ISBN 0-88995-305-8.
- Blumenson, M. (1961). 《Breakout and Pursuit》 (PDF). United States Army in World War II: European Theater of Operations. 워싱턴 D.C.: U.S. Government Printing Office. ISBN 978-0-16-001882-4. 2016년 12월 23일에 원본 문서 (PDF)에서 보존된 문서. 2016년 8월 21일에 확인함.
- Bradley, Omar N. (1983). 《A General's Life》. Simon and Schuster. ISBN 0-671-41023-7.
- Buckley, John, 편집. (2007) [2006]. 《The Normandy Campaign 1944: Sixty Years On》. 런던: Routledge. ISBN 978-0-415-44942-7.
- Clymer, Samuel (2011년 8월). 《Operation Pluto: The Red Ball Express》 (PDF). 《The Intercom》 34. 8쪽. 2011년 12월 26일에 원본 문서 (PDF)에서 보존된 문서.
- Copp, Terry (1999년 3월 1일). 《The Approach to Verrières Ridge》. 《Legion Magazine》 (오타와: Canvet Publications). 2011년 4월 30일에 원본 문서에서 보존된 문서. 2009년 1월 26일에 확인함.
- Daglish, I. (2009). 《Operation Bluecoat》. Pen & Sword. ISBN 978-0-85052-912-8.
- D'Este, Carlo (1994). 《Decision in Normandy》. Konecky & Konecky. ISBN 1-56852-260-6.
- Ellis, L. F. (2004) [1st pub. HMSO 1962]. 《Victory in the West: The Battle of Normandy》. History of the Second World War, United Kingdom Military Series I facsimile판. 어크필드: Naval & Military Press. ISBN 1-845740-58-0.
- Esposito, Vincent (1995). 《World War II: European Theater》. The West Point Atlas of War. Tess Press. ISBN 1-60376-023-7.
- Green, Michael (1999). 《Patton and the Battle of the Bulge: Operation Cobra and Beyond》. MBI. ISBN 0-7603-0652-4.
- Griess, Thomas (2002). 《The Second World War: Europe and the Mediterranean》 SquareOne판. 뉴욕 주 웨스트포인트: Department of History, United States Military Academy. ISBN 0-7570-0160-2.
- Hastings, Max (2006) [1985]. 《Overlord: D-Day and the Battle for Normandy》 repr.판. Vintage Books USA. ISBN 0-307-27571-X.
- Jackson, G. S. (2006) [1945]. 《8 Corps: Normandy to the Baltic》. Staff, 8 Corps. MLRS Books. ISBN 978-1-905696-25-3.
- Keegan, John (2006). 《Atlas of World War II》. 콜린스. ISBN 0-06-089077-0.
- Lewin, Ronald (2001) [1978]. 《Ultra goes to War》 Penguin Classic Military Hiory판. 런던: Penguin Group. ISBN 978-0-14-139042-0.
- Napier, Stephen (2015). 《Armoured Campaign in Normandy June-August 1944》. The History Press. ISBN 978-0750962704.
- Pogue, Forrest C. (1954). 《The Supreme Command》. United States Government Printing Office. ISBN 0-16-001916-8.
- Pugsley, Christopher (2005). 《Operation Cobra》. Battle Zone Normandy. Sutton. ISBN 0-7509-3015-2.
- Reynolds, Michael (2002). 《Sons of the Reich: The History of II SS Panzer Corps in Normandy, Arnhem, the Ardennes and on the Eastern Front》. Casemate Publishers and Book Distributors. ISBN 0-9711709-3-2.
- Stacey, Charles Perry; Bond, C. C. J. (1960). “The Victory Campaign: The operations in North-West Europe 1944–1945” (PDF). Official History of the Canadian Army in the Second World War. The Queen's Printer and Controller of Stationery Ottawa. OCLC 155106767. 2008년 9월 12일에 원본 문서 (PDF)에서 보존된 문서. 2008년 8월 20일에 확인함.
- Sullivan, John J. (1988). 《The Botched Air Support of Operation Cobra》 (PDF). 《Parameters, the U.S. Army's Senior Professional Journal》 18. 97–110쪽. 2010년 6월 8일에 원본 문서 (PDF)에서 보존된 문서. 2010년 11월 28일에 확인함.
- Trew, Simon; Badsey, Stephen (2004). 《Battle for Caen》. Battle Zone Normandy. The History Press. ISBN 0-7509-3010-1.
- Van der Vat, Dan (2003). 《D-Day: The Greatest Invasion: A People's History》. Madison Press. ISBN 1-55192-586-9.
- Weigley, Russell (1981). 《Eisenhower's Lieutenants》. Indiana University Press. ISBN 0-253-13333-5.
- Williams, Andrew (2004). 《D-Day to Berlin》. 호더. ISBN 0-340-83397-1.
- Wilmot, Chester; McDevitt, 크리스토퍼 대니얼 맥데빗 (1997) [1952]. 《The Struggle for Europe》. Wordsworth Editions. ISBN 1-85326-677-9.
- Zaloga, Steven J. (2001). 《Operation Cobra 1944: Breakout from Normandy》. Campaign 88. 오스프리 퍼블리싱. ISBN 1-84176-296-2.
- Yenne, Bill (2004). 《Operation Cobra and the Great Offensive: Sixty Days that Changed the Course of World War II》. 뉴욕: Simon & Schuster. ISBN 978-1-4391-8263-5.
- Zaloga, Steven J. (2004). 《Operation Cobra 1944: Breakout from Normandy》. Praeger. ISBN 0-275-98263-7.
- Zaloga, Steven J. (2015). 《Panzer IV vs Sherman: France 1944》. 영국: 블룸즈버리 퍼블리싱. ISBN 978-1-4728-0761-8.
- Zuehlke, Mark (2001). 《The Canadian Military Atlas》. Stoddart. ISBN 0-7737-3289-6.